# Максимова Поліна Володимирівна
Полі́на Володи́мирівна Макси́мова (рід. 12 липня 1989 року, Москва) — російська актриса театру та кіно, телеведуча.

## Біографія
Народилась 12 липня 1989 року в акторській сім'ї Володимира і Світлани (Лани) Максимових.
Навчалась в гуманітарному класі гімназії № 1567. Грати почала у школі, у театральнім гуртку Л. І. Соболева. У 2010 році закінчила Вище театральне училище імені М. С. Щепкіна. (курс Миколи Афоніна). Дипломною роботою Поліни була роль Лариси Огудалової у спектаклі рос. «Бесприданница», пізніше вона зіграла Женевєву у спектаклі по п'єсі Клода Маньє «Блез».
Зніматись у кіно почала під час навчання — роль Наталії Квітко у телесеріалі «Візьми мене з собою». Після Поліна Максимова грала у таких стрічках, як "Дві історії про кохання (реж. М.Малич), «Кохання на сіні» (реж. У. Чиков, З. Курбанов, А. Сайдоха), «Крила ангела» (реж. М.Малич). Перші ролі Поліни відбулись у театрі, спочатку дипломний спектакль, відтак п'єса «Блез», після чого кінорежисери запрошують у телесеріали «Бомбіли» (дочка єгеря; реж. А. Калугін) і «Розкрутка» (подруга Крайнової; реж. Е.Анашкін). Нарешті їй поступає запрошення на роль першого плану у телесеріалі «Останній кордон» (реж. А. Копейкін), а у 2009 році — у телесеріалі «Два Антона» (реж. Л. Мазор).
У 2012 році у липневому номері «Maxim» опублікована фотосесія Поліни Максимової.
З квітня 2015 року є ведучою програми «Таке кіно» на каналі «ТНТ».
У вересні 2015 року Поліна знялась у кліпі на пісню «Божевільна», автором котрої є її партнер по серіалу рос. «Деффчонки» Олексій Воробйов. У 2016 році знялась у кліпі Олексія Воробйова на пісню «Найкрасивіша», а у 2017 році — у його ж кліпі на пісню «Я тебе люблю».
У 2019 році стала ведучою автомобільного шоу «Росія рулить!» разом з Миколою Фоменко на «НТВ».
Зустрічається з актором Єгором Корешковим.

### Ставлення до України
Поліна Максимова вчинила усвідомлені діяння проти національної безпеки України, світу, безпеки людства та міжнародного правопорядку, а також інші правопорушення: порушення державного кордону України при в'їзді на територію окупованого Росією Криму.

## Фільмографія
- 2008 — Візьми мене з собою — Наталя Квітко, дочка Тамари
- 2008 — Дві історії про любов — Дункіна, лікар у басейні
- 2008 — Крила ангела — Ірина
- 2009 — Візьми мене з собою 2 — Наташа Квітко, дочка Тамари
- 2009 — Два Антона — Оля
- 2009 — Любов на сіні — Настя
- 2009 — Останній кордон — Леночка
- 2010 — Громадянка начальницая — Ольга Рибакова, ув'язнена
- 2010 — Пригоди у Тридесятому царстві — царівна Несміяна
- 2010 — Розкрутка — подруга Крайнова
- 2011 — Бомбила — Даша Кондратєва
- 2011 — Нічний гість — Лера, подруга Андрія
- 2011 — Останній кордон. Продовження — Леночка
- 2013 — 2018 — Деффчонки — Ольга Петровна «Лёля» Ржевская (Фёдорова)
- 2015 — 8 нових побачень — Христина Вікторівна
- 2015 — SOS, Дід Мороз, або Все збудется! — жінка Скрябіна
- 2015 — Принцеса з півночі — Віка
- 2015 — Ставка на любов — Христина
- 2016 — Сніданок у тата — Оксана Тарелкіна
- 2016 — Пам'ятаю — не пам'ятаю! — Альона / Ліза
- 2016 — Зворотній відлік — Інга Гордієва
- 2016 — Полювання на мару — Ханна Тимманен, актриса
- 2017 — Тільки не вони — Блондинка
- 2018 — Сім вечер — Альона
- 2018 — Без мене — Кіра
- 2020 — 257 причин, щоб жити — Женя

### Скетчком
- 2018 — Zомбоящик — клофелінщиця